# 異次頓
異次頓（：／ ichadon）（506年—527年），姓氏朴（一说金氏，一说成氏），名厭觸或猒觸（：／），字厭都（：／），又名居次頓（：／）、處道（：／）、伊處（：／ icheo），新羅宗室，是新羅法興王時代的著名佛教殉教者，死後被新羅佛教徒視為護法神，尊称异次顿聖师。

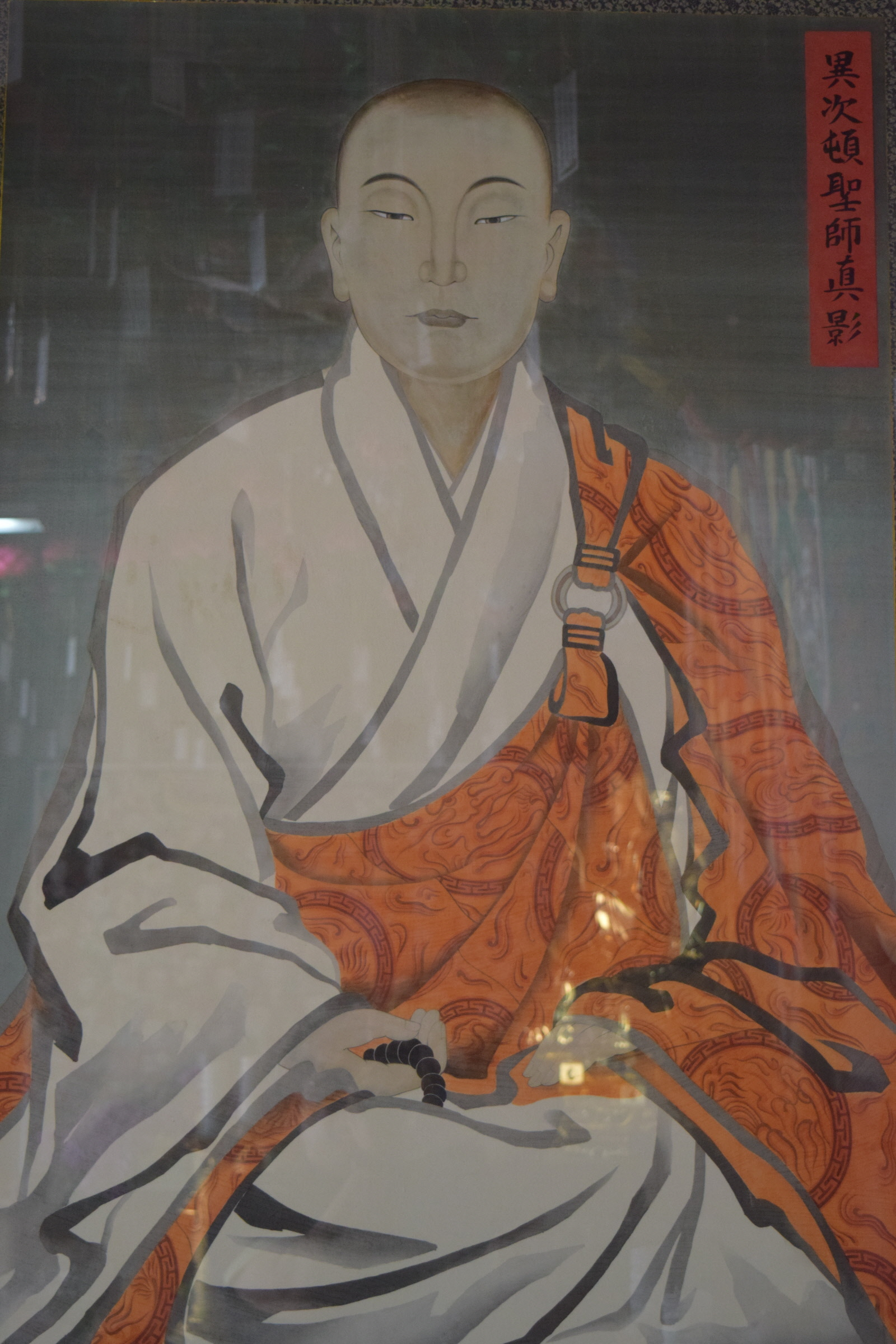
慶州佛國寺文化會館所藏異次頓的真影畫

## 生平
異次頓是新羅國智證王之父、奈勿麻立干之子習寶葛文王的曾孫，曾祖父是阿珍宗，祖父名功汉，父名吉升。
他品行端正，年幼即奉佛教，法興王時年紀輕輕就官至內史舍人。佛教自新羅初期傳入國內，遭到以大臣贵族为首的本土巫術和薩滿信仰者的反抗。法興王即位後有意立佛教作新羅國教，建造興輪寺，然而大部分官員仍舊堅信當地的薩滿巫術信仰，而群起反對。异次顿明白法興王的心意，請奏道“若陛下想大兴佛教，臣请在天镜林（천경림）建造佛寺，陛下可说臣伪传旨意，将臣处死。大圣佛教乃天地神祇共所奉持，若斩杀臣必招致异蹟。”天镜林（천경림）爲本土薩滿信仰的聖地，異次頓故意在此地建設佛寺，進行佛事，祈福利国，引起守舊大臣的不滿；法興王十分為難，只得召見異次頓和諸大臣。異次頓在王臣面前勇敢直陳“遵循佛法，国家会昌盛，这有什么错？”并預言“如果佛陀真地有神通，我死後將出現異蹟”。
按照史书记载，异次顿在被斬首時，颈项噴出乳白色的血液，突然天昏地暗，下起花雨。諸大臣贵族甚為震撼，因而佛教在新羅正式得到認可。

## 影响

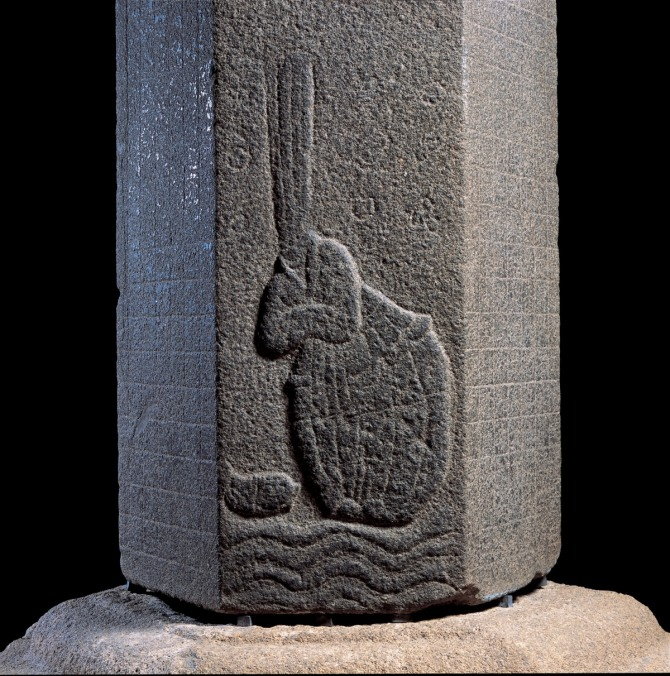
統一新羅時期栢栗寺石幢，表現出異次頓殉教場面

异次顿殉教後，诸大臣贵族終於同意新羅將佛教立爲國教，佛教從此在新羅國境深深扎根；新羅國也因此發展迅速，成為第一個統一朝鮮半島的國家。
真兴王（진흥왕）5年（544年），興輪寺建成後，在其金堂供奉的神祇中，異次頓被列入“十聖”，被新羅佛教徒視為護法神。後世人還爲他建造栢栗寺(백률사)，寺中有刻畫著他殉教場面的六面石幢。另有慶州異次頓殉教碑也紀念著異次頓殉教的壯舉。